# Норфолк (Нью-Йорк)
Норфолк (англ. Norfolk) — місто (англ. town) в США, в окрузі Сент-Лоуренс штату Нью-Йорк. Населення — 4453 особи (2020).

## Демографія
Згідно з переписом 2010 року, у місті мешкало 4668 осіб у 1883 домогосподарствах у складі 1292 родин. Було 2042 помешкання
Расовий склад населення:
| - 96,5 % — білих - 1,0 % — корінних американців - 0,5 % — чорних або афроамериканців - 0,4 % — азіатів |

До двох чи більше рас належало 1,6 %. Частка іспаномовних становила 0,6 % від усіх жителів.
За віковим діапазоном населення розподілялося таким чином: 22,4 % — особи молодші 18 років, 62,2 % — особи у віці 18—64 років, 15,4 % — особи у віці 65 років та старші. Медіана віку мешканця становила 41,4 року. На 100 осіб жіночої статі у місті припадало 99,0 чоловіків;  на 100 жінок у віці від 18 років та старших — 97,5 чоловіків також старших 18 років.
Середній дохід на одне домашнє господарство  становив 58 954 долари США (медіана — 46 758), а середній дохід на одну сім'ю — 60 340 доларів (медіана — 53 538). Медіана доходів становила 43 433 долари для чоловіків та 29 783 долари для жінок. За межею бідності перебувало 20,9 % осіб, у тому числі 34,2 % дітей у віці до 18 років та 2,9 % осіб у віці 65 років та старших.
Цивільне працевлаштоване населення становило 1891 особа. Основні галузі зайнятості: освіта, охорона здоров'я та соціальна допомога — 32,7 %, роздрібна торгівля — 15,9 %, мистецтво, розваги та відпочинок — 13,0 %.